# NGC 1350
NGC 1350 هي مجرة حلزونية تبعد 87 مليون سنة ضوئية تقع في جنوب كوكبة الكور. وهي قياسها ما يقرب من 130,000 سنة ضوئية وتعتبر أكبر قليلا من مجرتنا الخاصة درب التبانة. وتصنف على أنها من النوع Sa ، وهذا يعني أنها حلزونية وتكفي لتشكيل حلقة مركزية بارزة. تضاف أحيانا الحلقة الخارجية الخافتة (التي يطلق عليها اسم «حلقة زائفة») وتصنف من نوع R  ويعتبر NGC 1350 على مشارف مجموعة عنقود فورنكس المجري، تشير المسافة المقدرة إلى أنها ليست عضوا. واعتبارا من ديسمبر 2008 لم تكن هناك كائنات مذكورة وجدت في هذه المجرة.

## الصورة
الصورة على اليسار عبارة عن صورة مركبة ملونة تقريبا حقيقية مصنوعة من تليسكوب كوين الذي يبلغ طوله 8.2 متر في 26 يناير 2000، في موقع المرصد الجنوبي الأوروبي في شيلي. أجريت ملاحظات على الموجات التالية (وخصصت الألوان التالية): B (الأزرق) لمدة 6 دقائق، V (الأخضر) لمدة 4 دقائق، R (البرتقالي) لمدة 3 دقائق، وI (الأحمر) لمدة 3 دقائق. تغطي الصورة منطقة 8.0 × 5.0 دقيقةالقوس من السماء. حيث أن الشمال إلى اليسار والشرق غلى الأسفل.
زاوية الرؤية والحلقتين تجعل NGC 1350 تبدو نوعا ما مثل «العين» الكونية. وثمة سمة أخرى هي الطبيعة الهشة للأسلحة الخارجية، التي يمكن من خلالها مشاهدة عدد من المجرات الخلفية. يشير اللون الأزرق في المنطقة الخارجية إلى وجود تكون النجوم.

## وصلات خارجية
- NGC 1350 على موقع ويكي سكاي: DSS2, SDSS, GALEX, IRAS, Hydrogen α, X-Ray, Astrophoto, Sky Map, Articles and images